# Get the Gringo
Get the Gringo (oorspronkelijke titel: How I Spent My Summer Vacation) is een drama- en actiefilm uit 2012. De film werd geregisseerd door Adrian Grunberg en de hoofdrol wordt vertolkt door Mel Gibson. De meeste scènes werden opgenomen in de Ignacio Allende-gevangenis.

## Verhaal
The Gringo (Mel Gibson) wordt door de Mexicaanse autoriteiten opgepakt wegens het stelen van enkele miljoenen van een crimineel. In de Mexicaanse gevangenis, die meer weg heeft van een klein stadje, leert hij een 9-jarig jongetje kennen. Dit jongetje is bijzonder, omdat hij dezelfde zeldzame bloedgroep heeft als een grote schurk in de gevangenis die een nieuwe lever nodig heeft. Het is Gringo's taak om dit jongetje te redden en te ontsnappen uit de gevangenis.

## Rolverdeling
| Acteur               | Personage             |
| -------------------- | --------------------- |
| Mel Gibson           | Driver                |
| Kevin Hernandez      | Kid                   |
| Daniel Giménez Cacho | Javi                  |
| Dolores Heredia      | Kids moeder           |
| Peter Stormare       | Frank                 |
| Dean Norris          | Bill                  |
| Bob Gunton           | Mr. Kaufmann          |
| Scott Cohen          | Franks advocaat       |
| Patrick Bauchau      | chirurg               |
| Tom Schanley         | Gregor                |
| Tenoch Huerta        | Carlos                |
| Roberto Sosa         | Carnal                |
| Jesús Ochoa          | Caracas, Javi's broer |

## Trivia
- Grunberg werkte als eerste assistent-regisseur ook met Gibson aan Apocalypto.